# Александр (син Персея)
Александр (дав.-гр. Ἀλέξανδρος; II ст. до н. е.) — син македонського басилевса Персея та Лаодіки, доньки Селевка IV, басилевса Держави Селевкідів. Останній представник династії Антигонідів.

## Біографія
Александр стояв поряд з батьком та братом, на військових зборах, підчас яких Персей оголосив війну Риму. Після поразки у війні Александр разом з іншими членами царської сім'ї був відправлений до Італії. Разом з родиною його провели у кайданах під час тріумфу Луція Емілія Павла у Римі. Потім жив у Альбі Фуцинській, після смерті батька та брата Александр отримав свободу. З подальшого життя відомо, що він став майстром у різьбленні по дереву, вивчив латинську мову та працював писарем у посадових осіб. Згідно Плутарху, він був майстром у своїй справі.
У 142 році до н. е. у Македонії з'явився авантюрист, котрий проголосив себе Александром. Проте його дії не мали значного успіху, на відміну від повстання Андріска.